# What Is Love? (canción de Twice)
«What Is Love?» es una canción grabada por el grupo femenino surcoreano Twice. Fue lanzado por JYP Entertainment el 9 de abril de 2018, como el sencillo principal de su quinto EP, también titulado What Is Love?.

## Composición
«What Is Love?» fue escrita y compuesta por J.Y. Park, quien anteriormente produjo «Signal», y fue arreglada por Lee Woo-min "collapsedone", quien coprodujo «Knock Knock» y «Candy Pop». Según JYP Entertainment, la canción trata sobre "el amor que las chicas soñarían o imaginarían después de aprender sobre él a través de libros, películas o dramas" y tiene una melodía brillante que incorpora un gran ritmo de trap. Tamar Herman de Billboard describió la canción como "un retroestilo electropop con un gancho coral adictivo, con peculiaridades digitales, campanillas brillantes y una percusión staccato'd sobre una melodía bubblegum pop".

## Vídeo musical
Al igual que el vídeo musical de «Cheer Up», las miembros de Twice retratan personajes de películas famosas en el vídeo de «What Is Love?»: Nayeon es Mia de The Princess Diaries (2001), Jeongyeon y Sana son Molly y Sam de Ghost (1990), Mina y Dahyun son Vic y Matthieu de La Boum (1980), Sana y Tzuyu son Mia y Vincent de Pulp Fiction (1994), Jeongyeon y Tzuyu son Romeo y Juliet de Romeo + Juliet (1996), Jihyo y Jeongyeon son Itsuki/Hiroko y Itsuki masculino de Love Letter (1995), Momo y Tzuyu son Mia y Sebastian de La La Land (2016), mientras que Dahyun con Chaeyoung son Léon y Mathilda de Léon: The Professional (1994). El vídeo musical también contiene escenas que muestran la coreografía de la canción, Twice en una fiesta de pijamas viendo películas en la televisión y el corte comercial de Dahyun que incluye la promoción de productos para lentes de contacto Acuvue.
El vídeo musical ocupó el cuarto lugar en la lista de vídeos musicales más populares de YouTube de 2018 en Corea del Sur. También ocupó el puesto número 5 en los vídeos musicales más populares de 2018 de YouTube en Japón.

## Rendimiento comercial
La canción debutó al tope de la tabla en el Gaon Digital Chart y en el K-pop Hot 100 de Billboard Corea. También llegó al número 3 y 6 en la lista de World Digital Song Sales de Billboard y en el Japan Hot 100, respectivamente. La canción se colocó en el número 29 en la lista de fin de año de Billboard Japan Hot 100 y se ubicó en el número 14 en el Top Streaming Songs.
«What Is Love?» superó los 100 millones de reproducciones en octubre de 2019, convirtiéndose en el tercer sencillo consecutivo con certificación Platino por streamings de la Asociación de Contenido Musical de Corea (KMCA).
En abril de 2020, «What Is Love?» obtuvo la certificación de Plata de streamings por superar los 30 millones de transmisiones en el Oricon Streaming Singles Chart de la Asociación de la Industria de Grabación de Japón (RIAJ).

## Versión japonesa
El segundo álbum recopilatorio de Twice, #Twice2, lanzado el 6 de marzo de 2019, incluye la versión en coreano y una nueva versión en japonés de «What Is Love?». Esta fue prelanzada como sencillo digital el 7 de febrero, junto con un vídeo musical que lo acompaña. La letra en japonés fue escrita por Risa Horie. Se presentó por primera vez en el programa Music Station Super Live el 21 de diciembre de 2018.

## Posicionamiento en listas
| Lista (2018)                             | Mejor posición |
| ---------------------------------------- | -------------- |
| Corea del Sur (Gaon)                     | 1              |
| Corea del Sur (K-Pop Hot 100)            | 1              |
| Japón (Japan Hot 100)                    | 6              |
| Japón (Digital Singles Oricon)           | 5              |
| USA (World Song Digital Sales Billboard) | 3              |

| Lista (2018)          | Mejor posición |
| --------------------- | -------------- |
| Corea del Sur (Gaon)  | 25             |
| Japón (Japan Hot 100) | 29             |
| Lista (2019)          | Mejor posición |
| Japón (Japan Hot 100) | 79             |

## Reconocimientos

### Premios y nominaciones
| Año  | Evento                  | Premio                                      | Resultado | Ref.   |
| ---- | ----------------------- | ------------------------------------------- | --------- | ------ |
| 2018 | Genie Music Awards      | Mejor performance de baile - Grupo femenino | Nominado  | [ 24 ] |
| 2018 | Mnet Asian Music Awards | Canción del año                             | Ganador   | [ 25 ] |
| 2018 | Mnet Asian Music Awards | Mejor baile - Grupo femenino                | Ganador   | [ 25 ] |
| 2018 | Mnet Asian Music Awards | Mejor vídeo musical                         | Nominado  | [ 25 ] |
| 2019 | Gaon Chart Music Awards | Canción del año - abril                     | Ganador   | [ 26 ] |

### Premios en programas de música
| Programa                  | Fecha               | Ref.   |
| ------------------------- | ------------------- | ------ |
| Show Champion (MBC Music) | 18 de abril de 2018 | [ 27 ] |
| Show Champion (MBC Music) | 25 de abril de 2018 | [ 28 ] |
| Show Champion (MBC Music) | 2 de mayo de 2018   | [ 29 ] |
| M Countdown (Mnet)        | 19 de abril de 2018 | [ 30 ] |
| M Countdown (Mnet)        | 26 de abril de 2018 | [ 31 ] |
| Music Bank (KBC)          | 20 de abril de 2018 | [ 32 ] |
| Music Bank (KBC)          | 27 de abril de 2018 | [ 33 ] |
| Show! Music Core (MBC)    | 21 de abril de 2018 | [ 34 ] |
| Show! Music Core (MBC)    | 28 de abril de 2018 | [ 35 ] |
| Show! Music Core (MBC)    | 5 de mayo de 2018   |        |
| Inkigayo (SBS)            | 22 de abril de 2018 | [ 36 ] |
| Inkigayo (SBS)            | 29 de abril de 2018 | [ 37 ] |
| Inkigayo (SBS)            | 6 de mayo de 2018   | [ 38 ] |

### Certificaciones
| País                                               | Organismo certificador | Certificación | Ventas certificadas | Ref.      |
| Streaming                                          | Streaming              | Streaming     | Streaming           | Streaming |
| -------------------------------------------------- | ---------------------- | ------------- | ------------------- | --------- |
| Japón                                              | RIAJ                   | Plata         | 30.000.000*         | [ 14 ]    |
| Corea del Sur                                      | KMCA                   | Platino       | 100.000.000*        | [ 13 ]    |
| *Cifras de ventas basadas sólo en certificaciones. |                        |               |                     |           |